# Jin Peiyu
Jin Peiyu (chiń. upr. 金佩钰; pinyin Jīn Pèiyù; ur. 17 kwietnia 1985 w Harbinie) – chińska łyżwiarka szybka.

## Kariera
Największy sukces w karierze Jin Peiyu osiągnęła w 2009 roku, kiedy zajęła piąte miejsce na mistrzostwach świata w wieloboju sprinterskim w Moskwie. W poszczególnych biegach zajmowała tam szóste miejsce w pierwszym biegu na 500 m, ósme miejsce w pierwszym biegu na 1000 m, siódme w drugim biegu na 500 m i dziewiąte w drugim na 1000 m. W tej samej konkurencji była też między innymi szósta na rozgrywanych rok później mistrzostwach świata w Obihiro. Jej najlepszym wynikiem było tam siódme miejsce w drugim biegu na 500 m. Szósta była także w biegu na 1000 m podczas dystansowych mistrzostw świata w Richmond. W 2010 roku wzięła udział w igrzyskach olimpijskich w Vancouver, zajmując ósmą pozycję w biegu na 500 m i osiemnastą na dwukrotnie dłuższym dystansie. Kilkukrotnie stawała na podium zawodów Pucharu Świata, jednak nigdy nie zwyciężyła. Najlepsze wyniki osiągnęła w sezonie 2008/2009, kiedy była dziesiąta w klasyfikacji końcowej 1000 m.